# 김종현 (1992년)
김종현 (본래 1992년 2월 27일 음력 1992년 1월 24일 ~ )은 대한민국 KBS의 아나운서이다.

## 학력
- 안산동산고등학교 졸업
- 연세대학교 경영학과 졸업 (2010학번)

## 경력
- 2016년 4월 ~ 현재 : KBS 아나운서실 아나운서
- 2016년 4월 ~ 2018년 3월 : KBS대구방송총국 아나운서 2년간 지역근무
- 2018년 4월 : KBS서울본국 본사 복귀 재개
- KBS 한국어연구부

## 스포츠 캐스터 경력
- 2020년 1월 ~ 2022년 : 씨름 중계 전담 캐스터(명절 한정)
- 2022년 베이징 동계올림픽 캐스터
- 2022년 카타르 월드컵 캐스터
- 2023년 9월 2022년 항저우 아시안게임 캐스터
- 2024 3월~ 2024 코오롱 구간 마라톤 대회 캐스터
- 2024년 7월 2024 파리올림픽 캐스터
- 2025년 오네 슈퍼레이스 2라운드 중계
- 2025년 오네 슈퍼레이스 4라운드 중계
- 2025년 오네 슈퍼레이스 5라운드 부터 중계

## 진행

### TV
| 연도        | 방송사      | 제목                         | 담당         | 진행기간                            | 비고                                                         |
| ----------- | ----------- | ---------------------------- | ------------ | ----------------------------------- | ------------------------------------------------------------ |
| 2016        | KBS대구 1TV | KBS 뉴스광장 대구·경북       | 진행         |                                     | 대구총국 지역근무 진행 당시                                  |
| 2016        | KBS대구 1TV | 라이브 오늘                  | 진행         | 2017년 1월 16일 ~ 2018년 2월 27일   | 대구총국 지역근무 진행 당시                                  |
| 2016        | KBS대구 1TV | 시사라이브 7                 | 진행         |                                     | 대구총국 지역근무 진행 당시                                  |
| 2017        | KBS대구 1TV | KBS 뉴스 7 대구·경북         | 진행         |                                     | 대구총국 지역근무 진행 당시                                  |
| 2018        | KBS대구 1TV | KBS 뉴스 9 대구·경북         | 진행         |                                     | 대구총국 지역근무 진행 당시                                  |
| 2018        | KBS1        | KBS 5시 뉴스 (오전)          | 진행         | 3월 26일 ~ 9월 7일                  | 평일                                                         |
| 2018        | KBS2        | 그녀들의 여유만만            | 임시진행     | 8월 23일 ~ 9월 14일                 | [ 1 ]                                                        |
| 2018~2020   | KBS2        | 누가누가 잘하나              | 진행         | 2018년 6월 7일 ~ 2020년 7월 2일     |                                                              |
| 2021        | KBS2        | 누가누가 잘하나              | 임시진행     | 4월 8일                             |                                                              |
| 2022        | KBS2        | 누가누가 잘하나              | 임시진행     | 12월 15일                           |                                                              |
| 2019        | KBS1        | 도전! 골든벨                 | 임시진행취소 | 2019년 5월 5일                      | 947회 어린이날 특집 부산 해원초(임시 남자MC 진행취소)(X)     |
| 2020        | KBS1        | KBS 스포츠 9 (주말)          | 앵커         | 2020년 2월 15일 ~ 2020년 10월 25일  |                                                              |
| 2019 ~ 2021 | KBS2        | 스포츠 하이라이트            | 진행         | 2019년 7월 9일 ~ 2021년 5월 (추정)  |                                                              |
| 2020 ~      | KBS1        | 씨름 중계 전담 캐스터        | 캐스터       | 2020년 1월 ~ 현재                   | 명절 한정                                                    |
| 2021 ~ 2022 | KBS1        | KBS 뉴스 (주말)              | 진행         | 2021년 7월 ~ 2022년 1월 23일        | 일요일 아침 6시, 아침 8시                                    |
| 2021        | KBS2        | 2TV 생생정보                 | 임시진행     | 11월 16일 ~ 11월 26일               |                                                              |
| 2023        | KBS2        | 2TV 생생정보                 | 임시진행     | 8월 7일 ~ 8월 16일                  | 1864회 ~ 1869회                                              |
| 2022 ~ 2023 | KBS2        | 연중 플러스 (舊 연중 라이브) | 패널         | 5월 12일 ~ 2023년 3월 16일          | 리포터                                                       |
| 2022        | KBS1        | KBS 스포츠 9 (주말)          | 임시앵커     | 2022년 10월 15일 ~ 2022년 10월 16일 |                                                              |
| 2022 ~      | KBS1        | KBS 스포츠 9 (주말)          | 재진행       | 2022년 12월 23일 ~ 현재             | [ 4 ]                                                        |
| 2022        | KBS1        | 우리말 겨루기                | 패널         |                                     | 시청자퀴즈 출제                                              |
| 2022        | KBS1        | 우리말 겨루기                | 임시진행     | 12월 19일                           | [ 5 ]                                                        |
| 2023        | KBS1        | 우리말 겨루기                | 임시진행     | 4월 3일                             | [ 6 ]                                                        |
| 2023        | KBS1        | 우리말 겨루기                | 임시진행     | 6월 12일                            | [ 7 ]                                                        |
| 2023        | KBS1        | 우리말 겨루기                | 임시진행     | 8월 7일                             | [ 8 ]                                                        |
| 2023        | KBS1        | 시니어토크쇼 황금연못        | 출연         | 3월 25일                            | <412회> 방송분의 아나운서로 출연                             |
| 2023        | KBS1        | 6시 내고향                   | 임시 패널    | 4월 28일 ~ 5월 5일                  | 7777회, 7782회 <60초를 잡아라> 임시 패널                     |
| 2024 ~      | KBS1        | 6시 내고향                   | 패널         | 4월 12일 ~                          | 8019회(인천종합어시장 편 - 인천 중구) ~ <60초를 잡아라> 패널 |
| 2023        | KBS1        | 아침마당                     | 특집 참가자  | 9월 13일                            | 9477회<도전!꿈의 무대 특집 - KBS 스포츠 캐스터 노래자 랑>    |
| 2024        | KBS1        | 아침마당                     | 특집 참가자  | 7월 17일                            | 9696회<도전!꿈의 무대 특집 - 2024 파리 올림픽 캐스터 특집>   |

### 라디오
- KBS대구 제2라디오 해피FM : 《음악과 음악사이》
- KBS대구 제1라디오 : 《1R 아침종합뉴스》
- KBS대구 제1라디오 : 《아침의 광장》
- KBS대구 제1라디오 : 《1R 정오종합뉴스》
- KBS 제1라디오 : 《스포츠 스포츠》
- KBS 쿨FM : 《심야식당》

### 유튜브
K-김쪽이